# Подмочански етнографски музей
Етнографският музей в преспанското село Подмочани помещава една от най-богатите етнографски колекции в Северна Македония.
В музея се намира рядка и внушителна колекция от над 2000 художествени предмета: прекрасни образци на бижута, оръжия, стари монети и над 160 различни носии от различни райони на Македония.

## Галерия
- Част от изложените носии
- Артефакти в двора
- Част от изложените носии